# Cerianthus bathymetricus
Cerianthus bathymetricus är en korallart som beskrevs av Mosley 1877. Cerianthus bathymetricus ingår i släktet Cerianthus och familjen Cerianthidae. Inga underarter finns listade i Catalogue of Life.